# Terrell Edmunds
FeDerius Terrell Edmunds (geboren am 20. Januar 1997 in Danville, Virginia) ist ein US-amerikanischer American-Football-Spieler auf der Position des Safeties. Er spielte College Football für Virginia Tech und steht seit 2025 bei den Las Vegas Raiders in der National Football League (NFL) unter Vertrag. Zuvor spielte Edmunds bereits zu Beginn seiner NFL-Karriere fünf Jahre lang für die Pittsburgh Steelers, die ihn in der ersten Runde des NFL Draft 2018 ausgewählt hatten, und kurzzeitig für die Philadelphia Eagles, die Tennessee Titans, die Jacksonville Jaguars und noch einmal für die Steelers.

## College
Terrell besuchte zusammen mit seinem Bruder Tremaine Edmunds die Dan River High School in Ringgold, Virginia.
Edmunds spielte von 2015 bis 2017 Football am College. Er besuchte, wie sein Bruder Tremaine, die Virginia Polytechnic Institute and State University und spielte dort für Virginia Tech Hokies in der NCAA Division I FBS.
Insgesamt kam er in drei Saisons auf 196 Tackles, davon 8,5 für Raumverlust, 1,5 Sacks, 14 verteidigte Pässe, sechs Interceptions und einen erzwungenen Fumble.

## NFL
Edmunds wurde im NFL Draft 2018 in der ersten Runde als 28. Spieler von den Pittsburgh Steelers ausgewählt. Früher in der ersten Runde, an 16. Stelle, wurde sein Bruder Tremaine Edmunds, der als Linebacker spielt, von den Buffalo Bills ausgewählt, womit erstmals zwei Brüder in der ersten Runde des Drafts ausgewählt wurden. Edmunds unterschrieb bei den Steelers einen Vierjahresvertrag über 10,8 Millionen Dollar.
In seiner Rookiesaison etablierte er sich direkt als Starter. Er war der Spieler, der bei den meisten Spielzügen der Steelers auf dem Platz stand, und erzielte 78 Tackles sowie eine Interception. Edmunds blieb auch in den folgenden beiden Jahren ein solider Stammspieler, dennoch entschlossen die Steelers sich vor der Saison 2021 dazu, die Fifth-Year-Option seines Rookievertrags nicht wahrzunehmen. Dennoch nahmen sie ihn ihm April 2022 für ein weiteres Jahr unter Vertrag.
Im März 2023 unterschrieb Edmunds einen Einjahresvertrag bei den Philadelphia Eagles. Dort absolvierte er die ersten sieben Spiele der Saison, ehe er am 23. Oktober 2023 zusammen mit einem Fünft- und Sechstrundenpick im NFL Draft 2024 zu den Tennessee Titans getradet wurde, die im Gegenzug Safety Kevin Byard an die Eagles abgaben.
Im Mai 2024 nahmen die Jacksonville Jaguars Edmunds unter Vertrag. Er wurde nicht für den 53-Mann-Kader berücksichtigt und in den Practice Squad aufgenommen. Nachdem er am ersten Spieltag vorübergehend im aktiven Kader der Jaguars stand und zum Einsatz gekommen war, wurde er vor dem 2. Spieltag von den Pittsburgh Steelers in ihren 53-Mann-Kader aufgenommen.
Für die Steelers bestritt Edmunds fünf Spiele, vorwiegend in den Special Teams. Am 10. August 2025 wurde er von den Las Vegas Raiders verpflichtet.

### NFL-Statistiken
| Saison                             | Saison | Spiele | Spiele      | Tackles | Tackles | Tackles | Tackles | Interceptions | Interceptions | Interceptions | Interceptions | Interceptions | Fumbles | Fumbles | Fumbles |
| Jahr                               | Team   | Spiele | als Starter | Gesamt  | Solo    | Ast     | Sacks   | PD            | INT           | Yds           | Lng           | TD            | FF      | FR      | TD      |
| ---------------------------------- | ------ | ------ | ----------- | ------- | ------- | ------- | ------- | ------------- | ------------- | ------------- | ------------- | ------------- | ------- | ------- | ------- |
| 2018                               | PIT    | 16     | 15          | 78      | 55      | 23      | 1,0     | 4             | 1             | 35            | 35            | 0             | 0       | 1       | 0       |
| 2019                               | PIT    | 16     | 16          | 105     | 71      | 34      | 0,0     | 3             | 0             | 0             | 0             | 0             | 0       | 0       | 0       |
| 2020                               | PIT    | 15     | 12          | 68      | 46      | 22      | 1,0     | 8             | 2             | 11            | 7             | 0             | 0       | 0       | 0       |
| 2021                               | PIT    | 17     | 17          | 89      | 63      | 26      | 1,0     | 6             | 2             | 15            | 15            | 0             | 0       | 0       | 0       |
| 2022                               | PIT    | 15     | 15          | 70      | 41      | 29      | 2,0     | 5             | 0             | 0             | 0             | 0             | 0       | 0       | 0       |
| 2023                               | PHI    | 7      | 3           | 28      | 20      | 8       | 0,0     | 0             | 0             | 0             | 0             | 0             | 1       | 0       | 0       |
| 2023                               | TEN    | 9      | 1           | 20      | 14      | 6       | 2,5     | 2             | 1             | 2             | 2             | 0             | 0       | 0       | 0       |
| 2024                               | JAX    | 1      | 0           | 0       | 0       | 0       | 0,0     | 0             | 0             | 0             | 0             | 0             | 0       | 0       | 0       |
| 2024                               | PIT    | 5      | 0           | 7       | 5       | 2       | 0       | 0             | 0             | 0             | 0             | 0             | 0       | 0       | 0       |
| Gesamt                             | Gesamt | 101    | 79          | 465     | 315     | 150     | 7,5     | 28            | 6             | 63            | 35            | 0             | 1       | 1       | 0       |
| Quelle: pro-football-reference.com |        |        |             |         |         |         |         |               |               |               |               |               |         |         |         |

## Persönliches
Terrell Edmunds ist Sohn von Ferrell Edmunds, der von 1988 bis 1994 als Tight End in der NFL spielte und zwei Mal in den Pro Bowl gewählt wurde. Seine beiden Brüder sind ebenfalls Footballspieler. Tremaine Edmunds spielt bei den Chicago Bears als Linebacker. Trey Edmunds war als Runningback für die New Orleans Saints und die Pittsburgh Steelers aktiv. Beim Spiel der Steelers gegen die Bills am 15. Dezember 2019 kamen alle drei Brüder zum Einsatz.